# Avenula sulcata subsp. reuteri
Avenula sulcata subsp. reuteri é uma subespécie de planta com flor pertencente à família Poaceae. 
A autoridade científica da subespécie é (Romero Zarco) Franco, tendo sido publicada em Silva Lusitana 5(1): 141 (1997).

## Portugal
Trata-se de uma subespécie presente no território português, nomeadamente em Portugal Continental.
Em termos de naturalidade é nativa da região atrás indicada.

## Protecção
Não se encontra protegida por legislação portuguesa ou da Comunidade Europeia.